# Casa de Holsácia-Gottorp
A Casa de Holsácia-Gottorp foi uma dinastia que regeu a Suécia no período de 1751-1818.
 O primeiro rei desta dinastia foi Adolfo Fredrico, e o último Carlos XIII.

## Reis da Suécia da Casa de Holsácia-Gottorp
- 1751–1771: Adolfo Fredrico (Adolf Fredrik)
- 1771–1792: Gustavo III (Gustav III)
- 1792–1809: Gustavo IV Adolfo (Gustav IV Adolf)
- 1809–1818: Carlos XIII (Karl XIII)

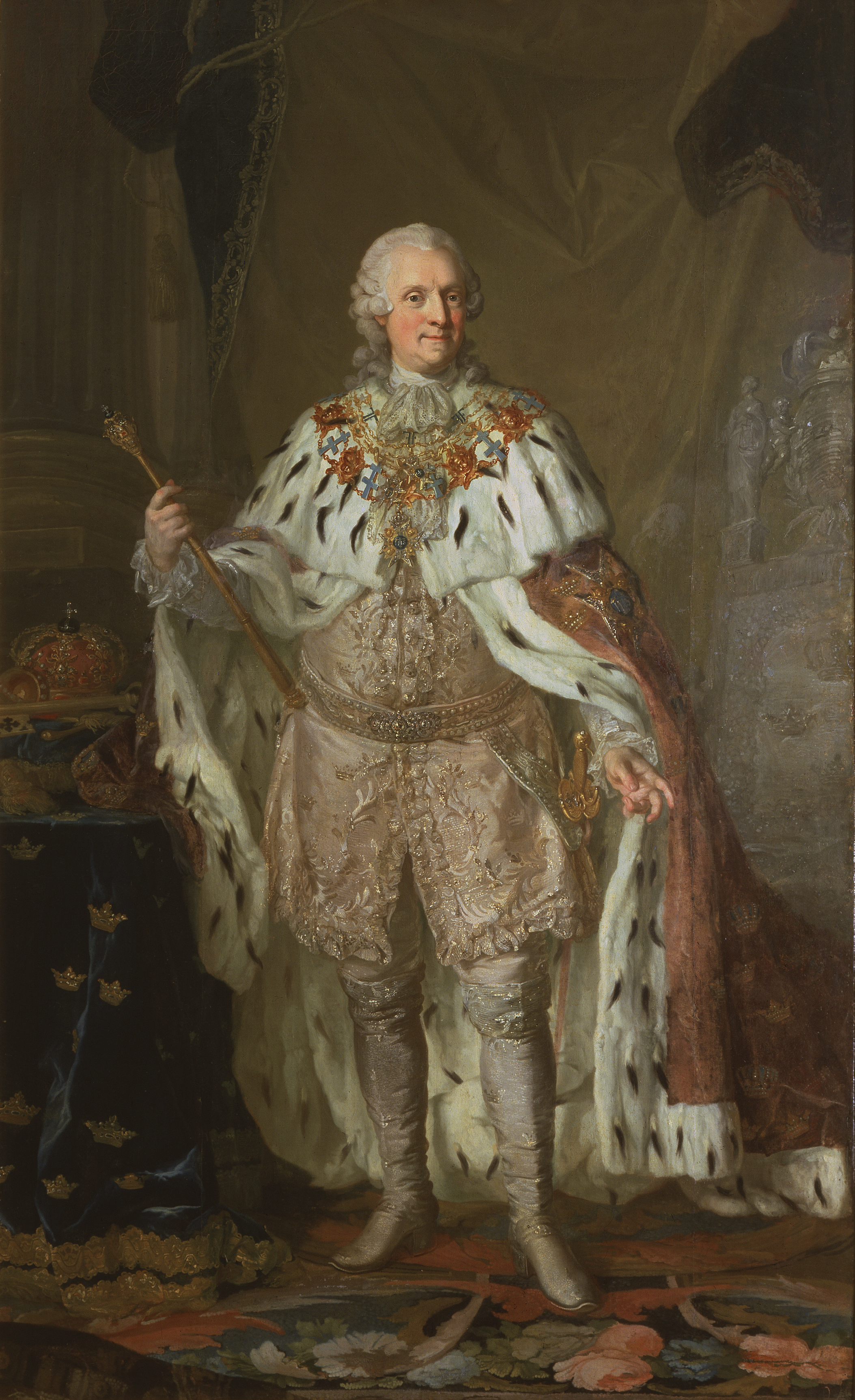
Adolfo Fredrico Adolf Fredrik
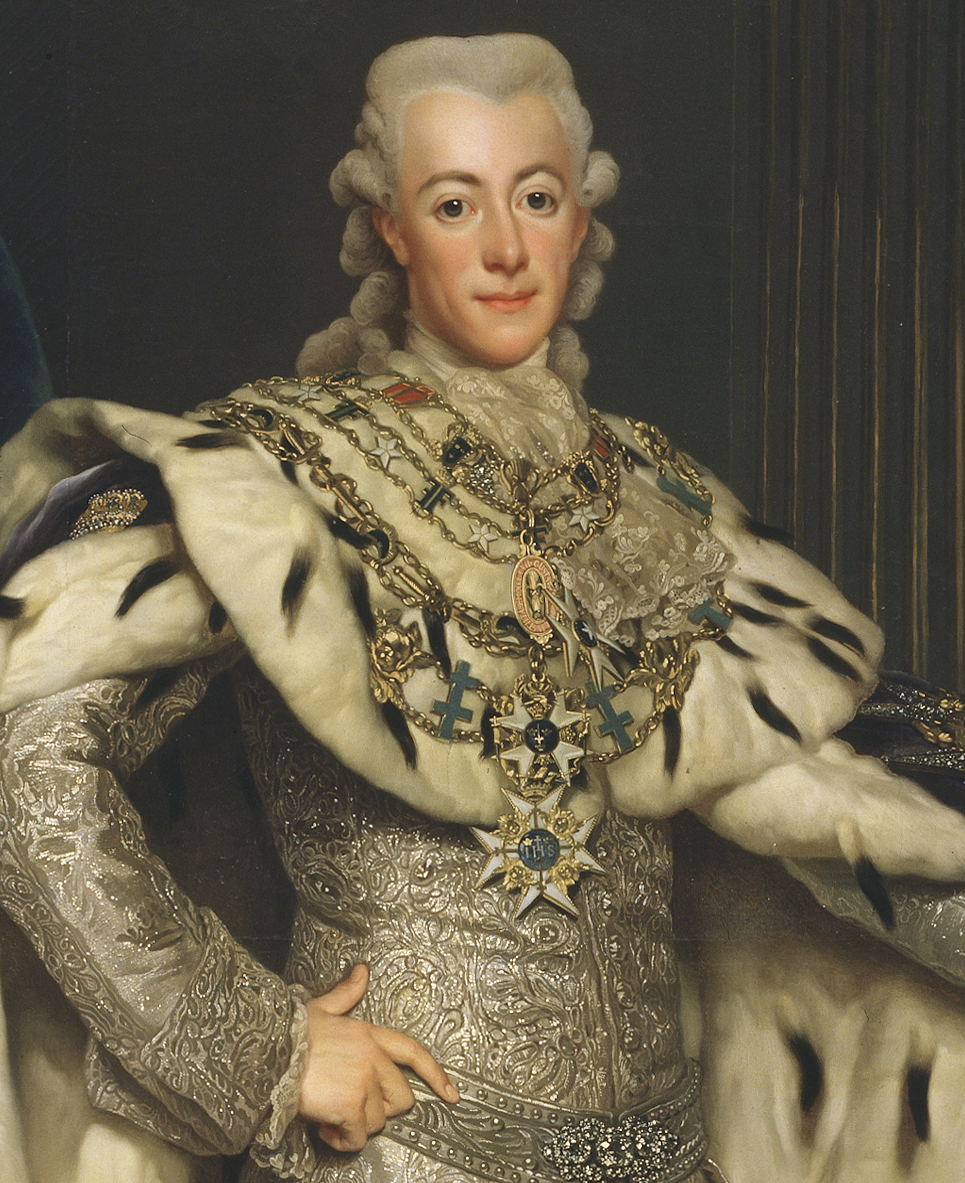
Gustavo III Gustav III
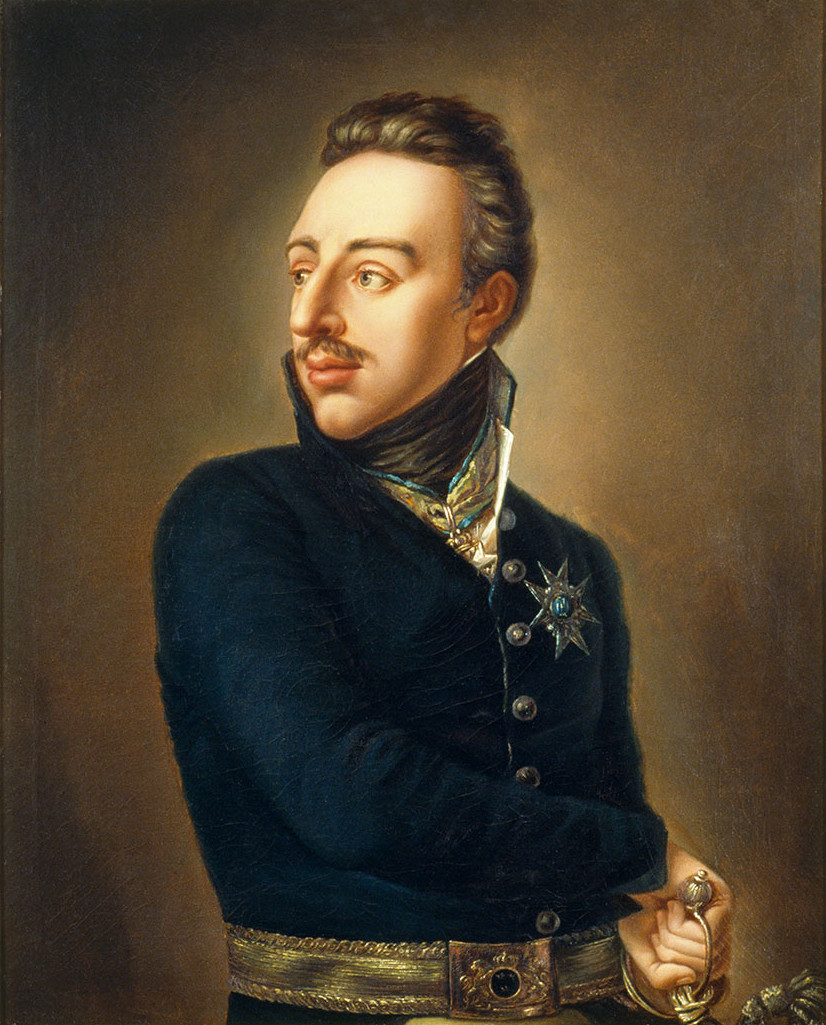
Gustavo IV Adolfo Gustav IV Adolf
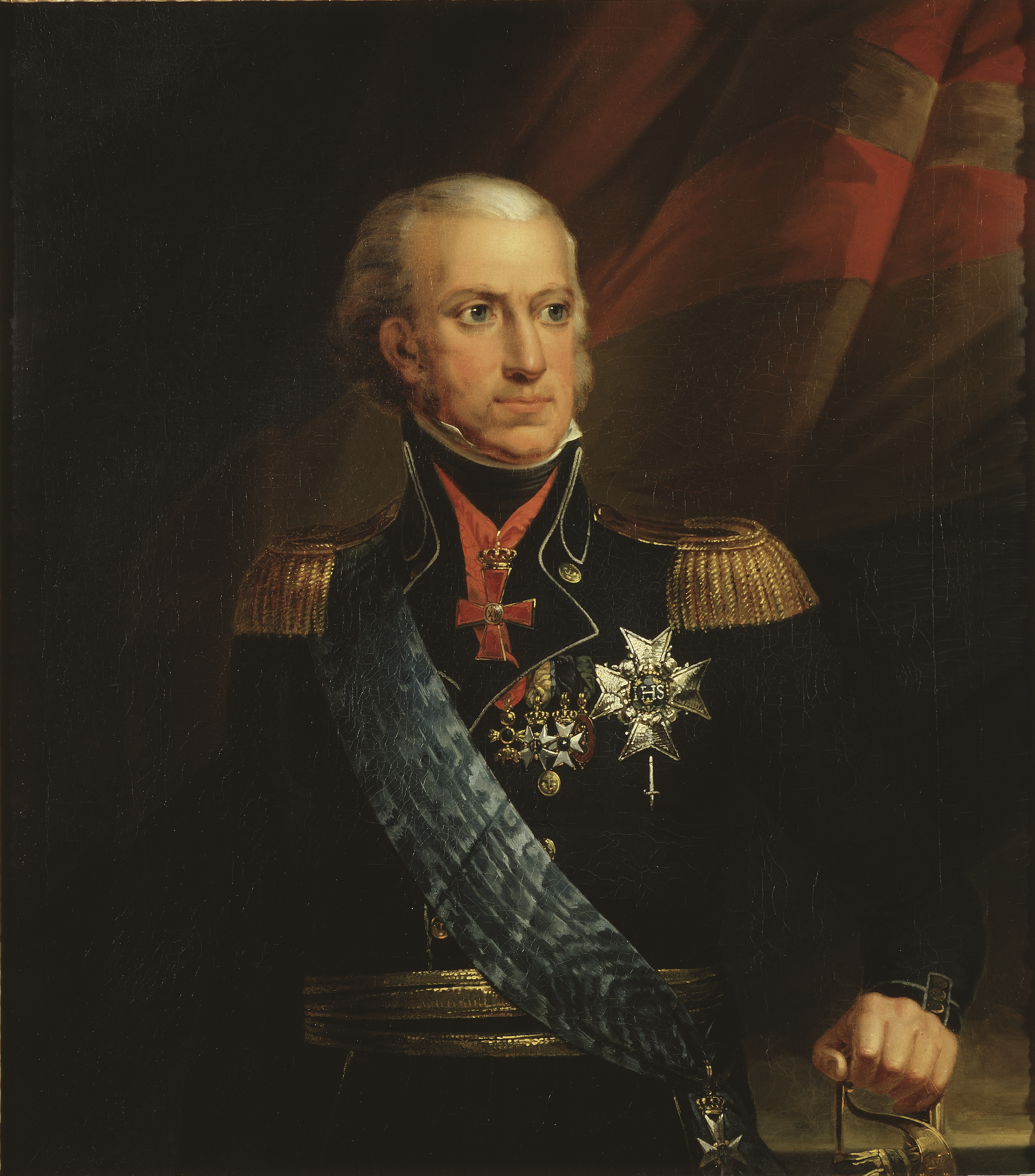
Carlos XIII Karl XIII

## Casas Reais da Família Holsácia-Gottorp
Além de reinar na Suécia (1751-1818), a família Holsácia-Gottorp deteve ainda as coroas da Noruega (1814-1818), da Rússia (1762-1918) e de Oldemburgo (1773-1918).